# Lomma
Lomma – miejscowość (tätort) w południowej Szwecji, w regionie administracyjnym (län) Skania. Siedziba władz (centralort) gminy Lomma.
W 2015 roku Lomma liczyła 12 368 mieszkańców.

## Geografia
Położona w południowo-zachodniej części prowincji historycznej (landskap) Skania u ujścia rzeki Höje å do zatoki Lommabukten, ok. 15 km na północ od centrum Malmö pomiędzy drogą E6/E20 a zatoką stanowiącą część Öresundu. Lomma wraz z obszarem gminy zaliczany jest, według definicji Statistiska centralbyrån (SCB), do obszaru metropolitalnego Malmö (Stor-Malmö).

## Historia

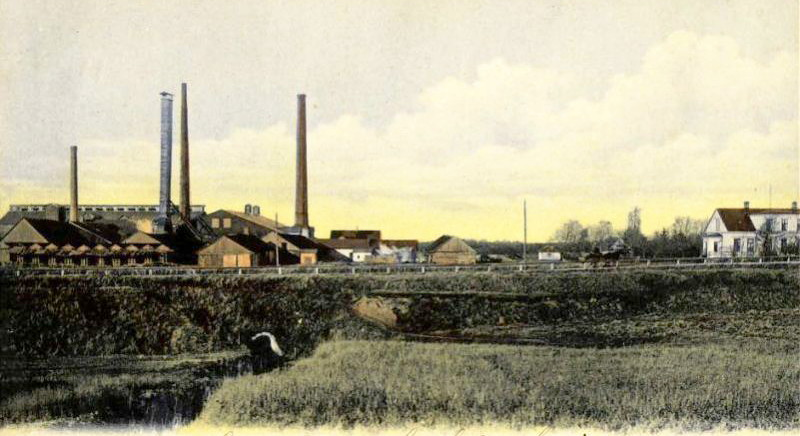
Zakłady w Lomma około 1900 roku

Lomma stanowiła we wczesnym średniowieczu naturalny port dla położonych dalej na wschód Uppåkra i Lund. Miejscowość została po raz pierwszy wymieniona źródłach w 1085 roku w liście donacyjnym króla duńskiego Kanuta IV Świętego pod nazwą Lumaby. Uważa się, że Lomma obok Lund i Helsingborga jest jednym z trzech najstarszych miast w Skanii. Jednak w datowanej na rok 1230 księdze katastralnej króla Waldemara II Zwycięskiego (duń. Kong Valdemars jordebog) nie ma już wzmianki o Lommie jako mieście.
Współczesna Lomma rozwinęła się w drugiej połowie XIX wieku. W 1854 roku założono cegielnię, a w 1871 roku cementownie należącą do Skånska Cement AB. Konieczny do produkcji cementu wapień transportowano z Limhamnu. W 1904 roku, w wyniku konkurencji na rynku i niskiej koniunktury gospodarczej, zaprzestano produkcji cementu i podjęto decyzję o rozpoczęciu produkcji eternitu. Założono przedsiębiorstwo Skandinaviska Eternit AB i w 1907 roku rozpoczęto produkcję wyrobów zawierających azbest. Okres szczególnie wysokiego popytu na eternit nastąpił po 1945 roku. W latach 70. XX w. wyszło na jaw, że zawarty w eternicie azbest jest wysoce szkodliwy dla zdrowia. Wśród zatrudnionych w zakładach w Lomma notowano wysoką zapadalność na azbestozę. Zakłady zamknięto w 1977 roku w atmosferze skandalu. W Szwecji używanie materiałów budowlanych zawierających azbest jest od 1982 roku zabronione.
W 1900 roku Lomma uzyskała status municipalsamhälle, a w 1951 roku köping. W wyniku reformy administracyjnej w 1971 roku Lomma weszła w skład nowo utworzonej gminy Lomma (Lomma kommun).

## Demografia
Liczba ludności tätortu Lomma w latach 1960–2015:

## Galeria

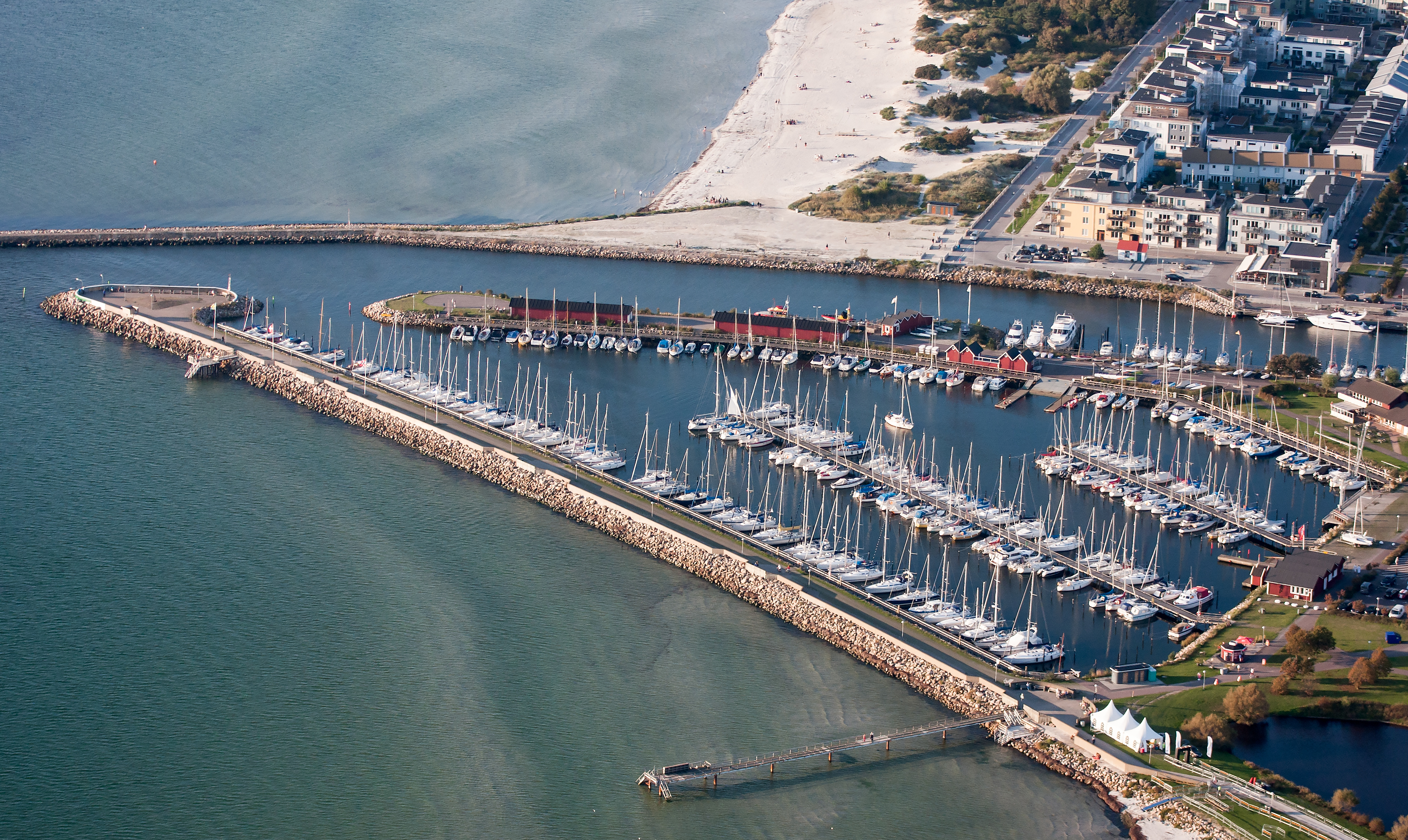
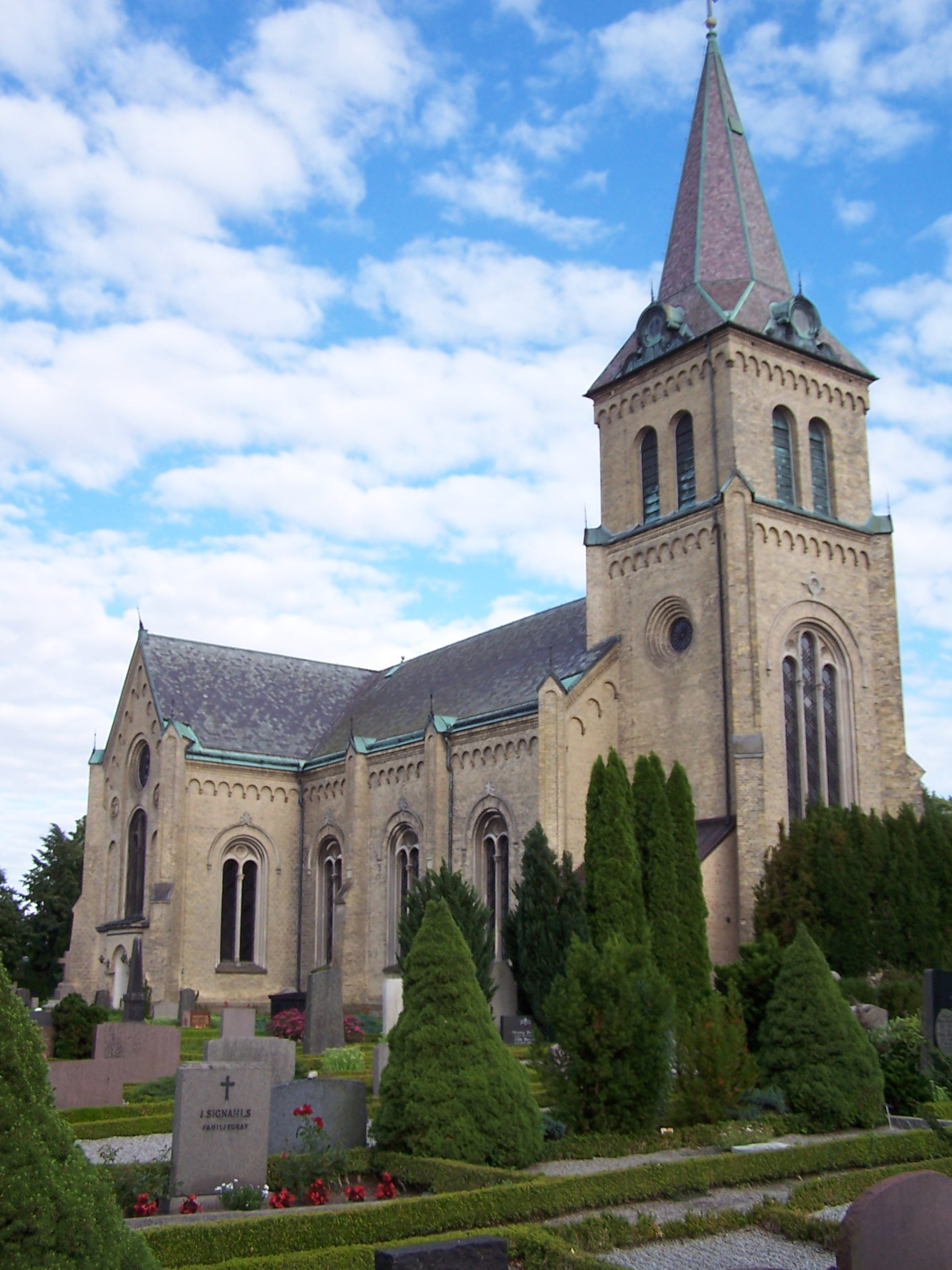
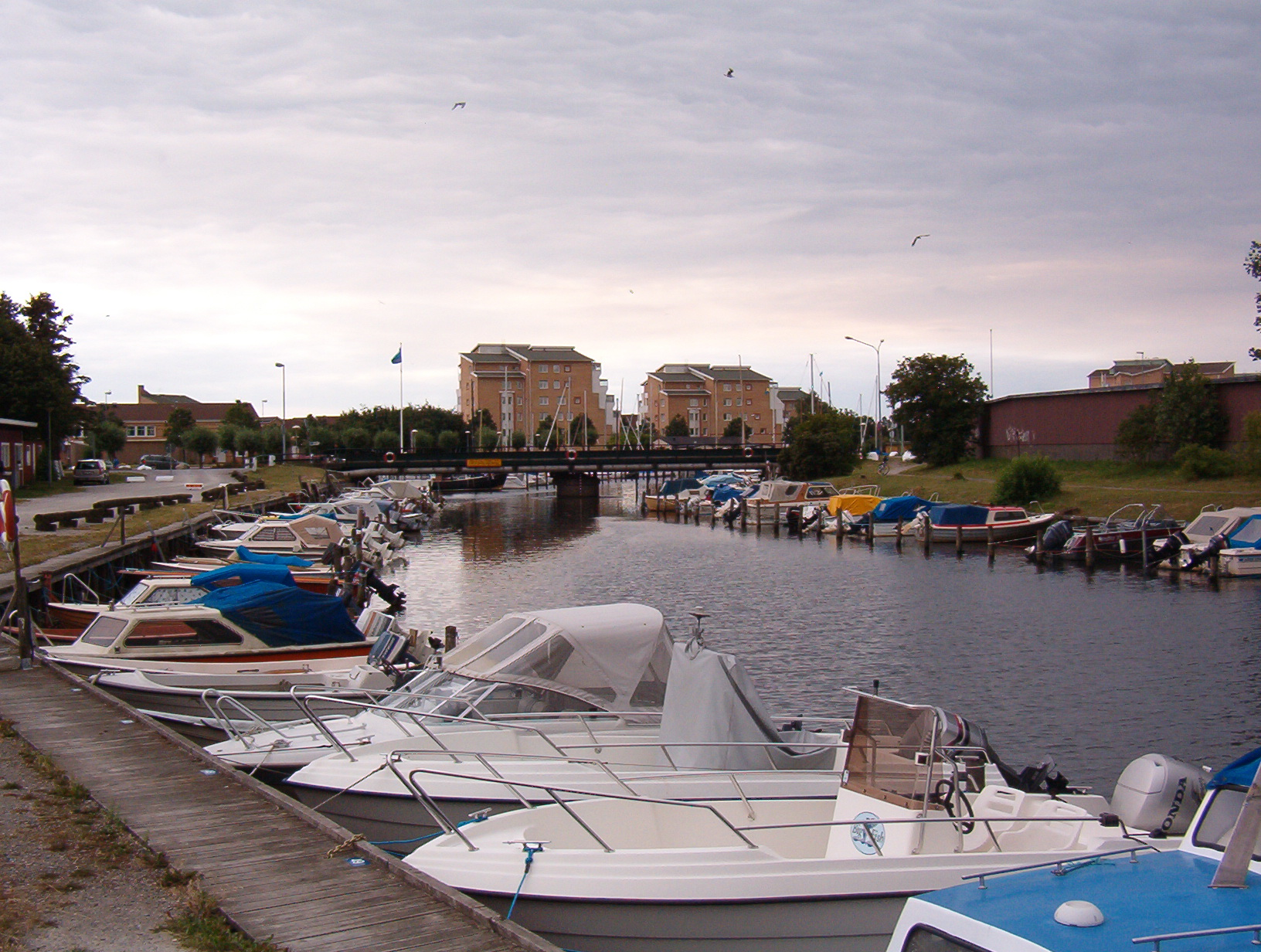
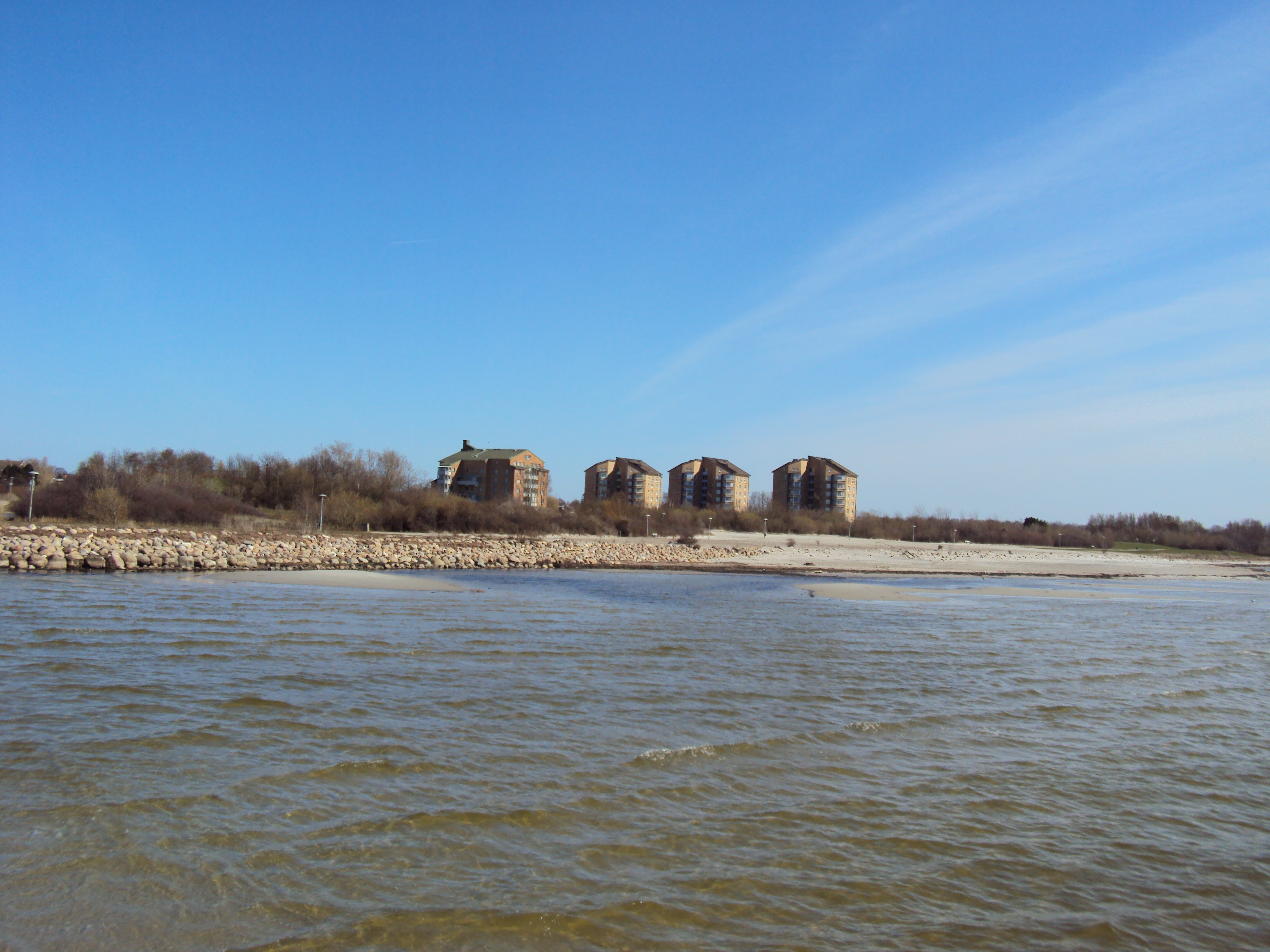
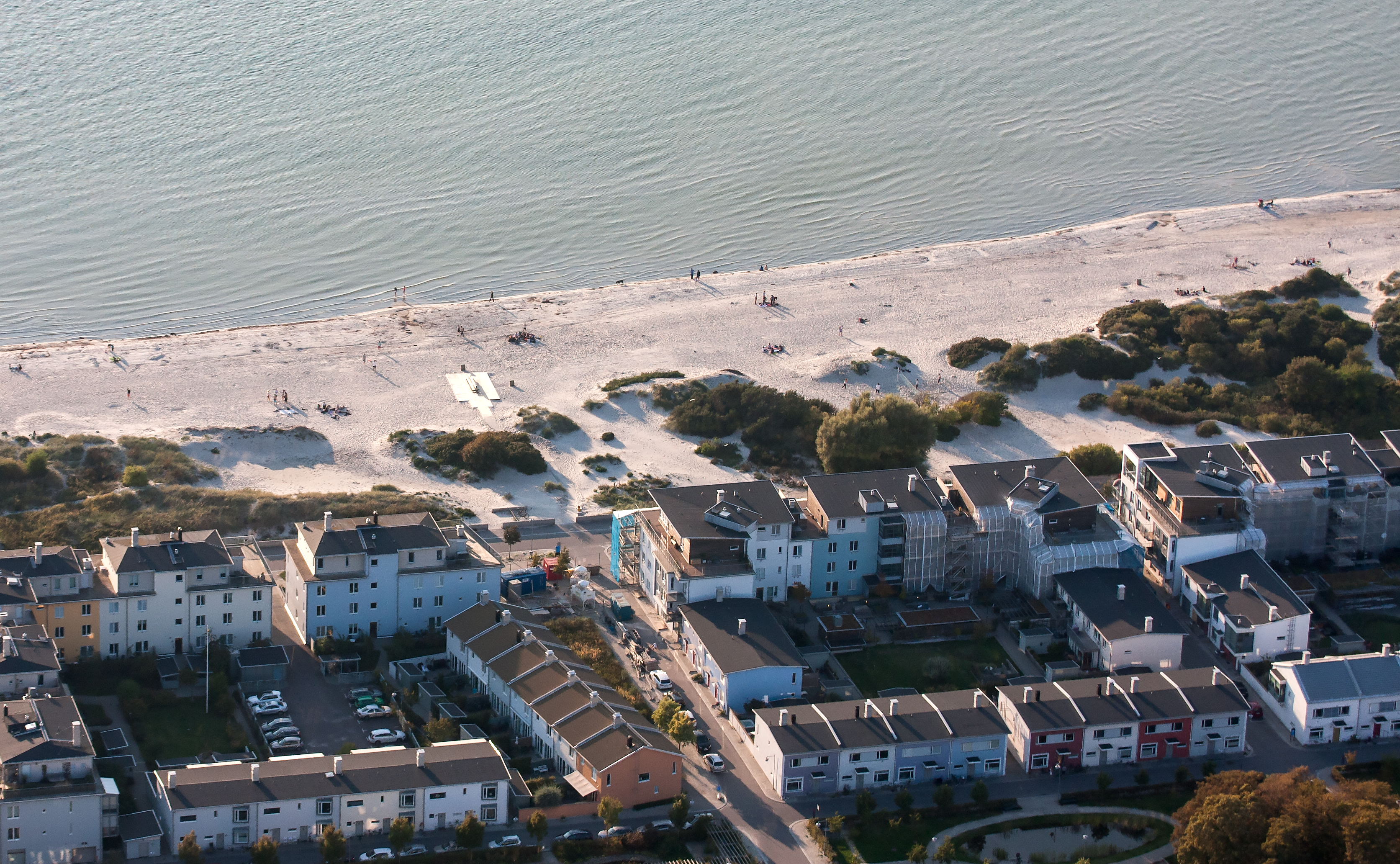